# Exogenida
Exogenida —  ряд інфузорій класу Phyllopharyngea. Ряд представлений морськими, прісноводними та наземними формами.

## Класифікація
- Родина Dendrosomididae Jankowksi, 1978
- Родина Dentacinetidae Batisse, 1992
- Родина Ephelotidae Kent, 1882
- Родина Lecanophryidae Jankowksi, 1973
- Родина Manuelophryidae Dovgal, 2002
- Родина Metacinetidae Bütschli, 1889
- Родина Ophryodendridae Stein, 1867
- Родина Paracinetidae Jankowksi, 1978
- Родина Phalacrocleptidae Kozloff, 1966
- Родина Podophryidae Haeckel, 1866
- Родина Praethecacinetidae Dovgal, 1996
- Родина Rhabdophryidae Jankowksi, 1970
- Родина Severonidae Jankowksi, 1981
- Родина Spelaeophryidae Jankowksi in Batisse, 1975
- Родина Tachyblastonidae Grell, 1950
- Родина Thecacinetidae Matthes, 1956